# Annie Awards 2021
A 48.ª cerimônia do Annie Awards (no original: 48th Annie Awards) cujo objetivo é a homenagear a excelência na área de animação no ano de 2020 foi realizada em 16 de abril de 2021 na Universidade da Califórnia, no Royce Hall em Los Angeles, Califórnia, virtualmente, devido as consequências da pandemia de COVID-19. As indicações foram anunciadas em 3 de março de 2021. Soul e Wolfwalkers receberam o maior número de indicações com 10, seguido por Onward com 7.
Tomm Moore e Ross Stewar receberam o prêmio de melhor direção em Filme por Wolfwalkers, que também foi o vencedor de Melhor Animação Independente e Soul recebeu o de Melhor Animação. 

## Prêmios de Produção
| Melhor Animação | Melhor Animação Independente |
| --- | --- |
| - Soul — Pixar Animation Studios - Onward — Pixar Animation Studios - The Croods: A New Age — Dreamworks Animation - The Willoughbys — Netflix apresenta uma produção Bron Animation em associação com Creative Wealth Media - Trolls World Tour — Dreamworks Animation | - Wolfwalkers — Apple Original Films / GKIDS / Cartoon Saloon - A Shaun the Sheep Movie: Farmageddon — StudioCanal and Aardman present in association with Anton Capital Entertainment An Aardman Production for Netflix - Calamity Jane — Maybe Movies - On-Gaku: Our Sound — Rock'n Roll Mountain, Tip Top, GKIDS - Ride Your Wave — Science SARU / GKIDS |
| Melhor Produção Especial | Melhor Curta-Metragem |
| - The Snail and the Whale — Magic Light Pictures - Baba Yaga — Baobab Studios - Libresse / Bodyform - #WombStories — Chelsea Pictures - Nixie & Nimbo — Hornet - Shooom's Odyssey — Picolo Pictures | - Souvenir Souvenir — Blast Production - Filles Bleues, Peur Blanche — Miyu Productions - KKUM — open the portal - The Places Where We Live (Cake) — FX Productions e FX - World of Tomorrow Episode Three: The Absent Destinations of David Prime — Don Hertzfeldt                                                                                         |
| Melhor Anúncio | Melhor Animação para TV – Idade Pré-Escolar |
| - There's a Monster in my Kitchen — Cartoon Saloon, Mother - Erste Group Edgar's Christmas — Unanico Group - Max & Maxine — Hornet - The Last Mile — Nexus Studios - Travel the Vote — Hornet | - The Adventures of Paddington — Blue-Zoo Animation Studio and Nickelodeon Animation Studio - Buddi — Unanico Group - Muppet Babies — Oddbot / Disney Junior - Stillwater — Apple / Gaumont / Scholastic - Xavier Riddle and the Secret Museum — 9 Story Media Group, Brown Bag Films                                                                       |
| Melhor Animação para TV – Crianças | Melhor Animação para TV - Público Geral |
| - Hilda — Silvergate Media para Netflix - Rise of the Teenage Mutant Ninja Turtles — Nickelodeon Animation Studio - She-Ra and the Princesses of Power — DreamWorks Animation - Star Wars: The Clone Wars — Lucasfilm Animation - Victor and Valentino — Cartoon Network Studios | - Genndy Tartakovsky's Primal — Cartoon Network Studios - Close Enough — Cartoon Network Studios - Harley Quinn — Eshugadee Productions em associação com Warner Bros. Animation - Rick and Morty — Rick and Morty LLC - The Midnight Gospel — Titmouse Animation para Netflix                                                                              |
| Melhor Filme Estudantil | |
| - La Bestia — Marlijn Van Nuenen, Ram Tamez, Alfredo Gerard Kuttikatt - 100,000 Acres of Pine — Jennifer Alice Wright - Coffin — Yuanqing Cai, Nathan Crabot, Houzhi Huang, Mikolaj Janiw, Mandimby Lebon, Théo Tran Ngoc - Latitude du printemps — Sylvain Cuvillier, Chloé Bourdic, Théophile Coursimault, Noémie Halberstam, Maŷlis Mosny, Zijing Ye - O Black Hole! — Renee Zhan, Jesse Romain | |

### Prêmios Individuais
| Melhores Efeitos Visuais para TV | Melhores Efeitos Visuais em Filme |
| --- | --- |
| - Emad Khalili, Ivan Wang – Jurassic World Camp Cretaceous – DreamWorks Animation - Chris Browne, Brand Webb, Russell Richardson, Ardy Ala, Reggie Fourmyle – Fast & Furious Spy Racers – DreamWorks Animation - Greg Gladstone, Keith Daniel Klohn, Matthew Wong – Lamp Life – Pixar Animation Studios - Greg Lev, Igor Lodeiro, Brandon Tyra, Cui Wei, Ma Xiao – Wizards: Tales of Arcadia – DreamWorks Animation - Masanori Sakakibara – Transformers: War for Cybertron Trilogy (Siege) – Rooster Teeth Productions para Netflix                | - Tolga Göktekin, Carl Kaphan, Hiroaki Narita, Enrique Vila, Kylie Wijsmuller – Soul – Pixar Animation Studios - Ian Farnsworth, Brian Casper, Reinhold Rittinger, Zoran Stojanoski , Jennifer Lasrado – Over the Moon – Netflix / Pearl Studio - Amaury Aubel, Domin Lee, Alex Timchenko, Andrew Wheeler, Derek Cheung – The Croods: A New Age – DreamWorks Animation - Zachary Glynn, Landon Gray, Youxi Woo, John Kosnik, Doug Rizeakos – Trolls World Tour – DreamWorks Animation - Kim Kelly, Leena Lecklin, Frédéric Plumey, Almu Redondo, Nicole Storck – Wolfwalkers – Apple / GKIDS / Cartoon Saloon |
| Melhor Animação de Personagens na TV | Melhor Animação de Personagens em Longa Metragem |
| - David Laliberté – Hilda – Silvergate Media para Netflix - Kim Blanchette – Alien Xmas – Netflix apresenta Fairview Entertainment / Sonar Entertainment / Chiodo Bros. Productions - James Bowman – BoJack Horseman – Tornante Productions, LLC para Netflix - Dan MacKenzie – Cosmos: Possible Worlds – Starburns Industries - Lucas Fraga Pacheco – Lamp Life – Pixar Animation Studios | - Michal Makarewicz – Soul – Pixar Animation Studios - Shaun Chacko – Onward — Pixar Animation Studios - Rani Naamani – The Croods: A New Age – DreamWorks Animation - Andrés Bedate Martin – The Willoughbys – Netflix apresenta uma produção BRON Animation em associação com Creative Wealth Media - Emmanuel Asquier-Brassart – Wolfwalkers – Apple / GKIDS / Cartoon Saloon |
| Melhor Animação de Personagens em Live-action | Melhor Animação de Personagens em VideoGame |
| - Nathan Fitzgerald, Leo Ito, Chris Rogers, Eung Ho Lo, Emily Luk – The Mandalorian – Lucasfilm - Nick Stein, Caroline Ting, Sebastian Trujillo, David Yabu, Paul Ramsden – The Christmas Chronicles 2 – Netflix apresenta uma produção 26th Street Pictures / Wonder Worldwide - Aidan Martin, Hunter Parks, Craig Young, Viki Yeo, Krystal Sae Eua – The Umbrella Academy 2 – UCP para Netflix - Anders Beer, Marianne Morency, Hennadii Prykhodko, Sophie Burie, Cedric Le Poullennec – Timmy Failure: Mistakes Were Made — Walt Disney Pictures | - Brian Wyser, Michael Yosh, Danny Garnett, David Hancock – Marvel's Spider-Man: Miles Morales – Insomniac Games - Jose "Sho" Hernandez, Lana Bachynski, Christopher Hsing, Matthew Johnson, Jason Hendrich – League of Legends — Riot Games - Jim Donovan, Warren Goff, Boris Hiestand, Kim Nguyen, Jason Martinsen – Ori and the Will of the Wisps – Moon Studios, Xbox Game Studios, iam8bit - Jeremy Yates, Eric Baldwin, Almudena Soria, Michal Mach, August Davies – The Last of Us Part II – Naughty Dog                                                                                               |
| Melhor Design de Personagens na TV | Melhor Design de Personagens em Filme |
| - Joe Sparrow – Amphibia – Disney Television Animation - Yusuke Yoshigaki – BNA: Brand New Animal – Trigger / Netflix - Danny Hynes – Craig of the Creek – Cartoon Network Studios - Jim Soper – Looney Tunes Cartoons – Warner Bros. Animation - Marina Gardner – The Owl House – Disney Television Animation | - Federico Pirovano – Wolfwalkers – Apple / GKIDS / Cartoon Saloon - Daniel López Muñoz – Soul – Pixar Animation Studios - Joe Pitt – The Croods: A New Age – DreamWorks Animation - Craig Kellman – The Willoughbys – Netflix apresenta uma produção BRON Animation em associação com Creative Wealth Media - Timothy Lamb – Trolls World Tour — DreamWorks Animation |
| Melhor Direção na TV | Melhor Direção em Filme |
| - Genndy Tartakovsky – Genndy Tartakovsky's Primal – Cartoon Network Studios - Hiro Kaburagi – Great Pretender – Production I.G para Fuji Television Network e Netflix - Michael Moloney – Mao Mao: Heroes of Pure Heart — Titmouse, Inc. / Cartoon Network Studios - Alan Wan – Rise of the Teenage Mutant Ninja Turtles — Nickelodeon Animation Studio - Eddie Trigueros – The Wonderful World of Mickey Mouse – Disney Television Animation | - Tomm Moore, Ross Stewart – Wolfwalkers – Apple / GKIDS / Cartoon Saloon - Rémi Chayé – Calamity Jane — Maybe Movies - Glen Keane – Over the Moon – Netflix apresenta uma produção Netflix / Pearl Studio / uma apresentação Glen Keane Productions - Masaaki Yuasa – Ride Your Wave – Science SARU - Pete Docter, Kemp Powers – Soul – Pixar Animation Studios |
| Melhor Montagem na TV | Melhor Montagem em Filme |
| - John McKinnon – Hilda – Silvergate Media for Netflix - Brandon Terry, Ezra Dweck, Del Spiva – Cops and Robbers – Lawrence Bender Productions para Netflix - Peter Ettinger, Michael Babcock – If Anything Happens I Love You — Gilbert Films / Oh Good Productions para Netflix - Serena Warner – Lamp Life – Pixar Animation Studios - James Ryan – To: Gerard — DreamWorks Animation | - Kevin Nolting, Gregory Amundson, Robert Grahamjones, Amera Rizk – Soul – Pixar Animation Studios - Sim Evan-Jones, ACE, Adrian Rhodes – A Shaun the Sheep Movie: Farmageddon – StudioCanal e Aardman - Benjamin Massoubre – Calamity Jane — Maybe Movies - Catherine Apple, Anna Wolitzky, Dave Suther – Onward – Pixar Animation Studios - Fiona Toth, Ken Schretzmann, ACE – The Willoughbys – Netflix apresenta uma produção BRON Animation em associação com Creative Wealth Media |
| Melhor Música na TV | Melhor Música em Filme |
| Kevin Kiner – Star Wars: The Clone Wars – Lucasfilm Animation - Paul Edward-Francis – Blood of Zeus – Powerhouse Animation Studios para Netflix - Amritha Vaz, Matthew Tishler, Jeannie Lurie – Mira, Royal Detective – Wild Canary / Disney Junior - Chris Westlake – Star Trek: Lower Decks – CBS's Eye Animation Productions, Titmouse; Secret Hideout; and Roddenberry Entertainment - David Arnold, Don Black – The Tiger Who Came to Tea – Lupus Film                                                                                         | - Trent Reznor, Atticus Ross, Jon Batiste – Soul – Pixar Animation Studios - Mychael Danna, Jeff Danna – Onward – Pixar Animation Studios - Steven Price, Christopher Curtis, Marjorie Duffield, Helen Park – Over the Moon – Netflix apresenta uma produção Netflix / Pearl Studio / uma apresentação Glen Keane Productions - Mark Mothersbaugh, Alessia Cara, Jon Levine, Colton Fisher – The Willoughbys – Netflix apresenta uma produção BRON Animation em associação com Creative Wealth Media - Bruno Coulais, Kíla – Wolfwalkers – Apple / GKIDS / Cartoon Saloon                                     |
| Melhor Direção de Arte na TV | Melhor Direção de Arte em |
| - Julien Bisaro – Shooom's Odyssey – Picolo Pictures - Glenn Hernandez, Matthieu Saghezchi – Baba Yaga – Baobab Studios - Negar Bagheri – The Adventures of Paddington – Blue-Zoo Animation Studio e Nickelodeon Animation Studio - Raymond Zibach – To: Gerard – DreamWorks Animation - Eastwood Wong, Sylvia Liu, Elaine Lee, Tor Aunet, Lauren Zurcher – Trash Truck – Glen Keane Productions para Netflix | - María Pareja, Ross Stewart, Tomm Moore – Wolfwalkers – Apple / GKIDS / Cartoon Saloon - Noah Klocek, Sharon Calahan, Huy Nguyen, Bert Berry, Paul Conrad – Onward – Pixar Animation Studios - Steve Pilcher, Albert Lozano, Paul Abadilla, Bryn Imagire – Soul – Pixar Animation Studios - Kyle McQueen – The Willoughbys – Netflix apresenta uma produção BRON Animation em associação com Creative Wealth Media - Kendal Cronkhite Shaindlin, Timothy Lamb – Trolls World Tour – DreamWorks Animation |
| Melhor Storyboarding na TV | Melhor Storyboarding em Filme |
| - Andrew Dickman – Looney Tunes Cartoons – Warner Bros. Animation - Ben McLaughlin – Archibald's Next Big Thing – DreamWorks Animation - Kiana Khansmith – Big City Greens – Walt Disney Television Animation - Milo Neuman – Mortal Kombat Legends: Scorpion's Revenge – Warner Bros. Animation - Julien Bisaro – Shooom's Odyssey – Picolo Pictures | - Trevor Jimenez – Soul – Pixar Animation Studios - Gorō Miyazaki – Earwig and the Witch — Studio Ghibli - Glen Keane – Over the Moon – Netflix apresenta uma produção Netflix / Pearl Studio / uma apresentação Glen Keane Productions - Evon Freeman – The Croods: A New Age – DreamWorks Animation - Guillaume Lorin – Wolfwalkers – Apple / GKIDS / Cartoon Saloon |
| Melhor Atuação em Voz na TV | Melhor Atuação em Voz em Filme |
| - David Bradley – Wizards: Tales of Arcadia — DreamWorks Animation - Jeff Bennett – DreamWorks Dragons: Rescue Riders — DreamWorks Animation - Jessica DiCicco – It's Pony – Blue-Zoo Animation and Nickelodeon Animation Studio - Ashley Tisdale – Phineas and Ferb the Movie: Candace Against the Universe – Walt Disney Television Animation & Disney+ - Patrick Seitz – ThunderCats Roar – Warner Bros. Animation | - Eva Whittaker – Wolfwalkers – Apple / GKIDS / Cartoon Saloon - Vanessa Marshall – Earwig and the Witch – Studio Ghibli - Tom Holland – Onward – Pixar Animation Studios - Robert G. Chiu – Over the Moon – Netflix apresenta uma produção Netflix / Pearl Studio / uma apresentação Glen Keane Productions - Nicolas Cage – The Croods: A New Age — DreamWorks Animation |
| Melhor Roteiro para TV | Melhor Roteiro em Filme |
| - Andrew Goldberg, Patti Harrison – Big Mouth – Netflix - Jeff Trammell, Tiffany Ford, Dashawn Mahone, Najja Porter – Craig of the Creek – Cartoon Network Studios - Krista Tucker, Andy Guerdat, Matt Hoverman, Laurie Israel, Marisa Evans-Sanden – Fancy Nancy – Disney Television Animation - Sarah Peters – Harley Quinn – Eshugadee Productions em associação com Warner Bros. Animation - ND Stevenson – She-Ra and the Princesses of Power – DreamWorks Animation                                                                           | - Pete Docter, Mike Jones, Kemp Powers – Soul – Pixar Animation Studios - Mark Burton, Jon Brown – A Shaun the Sheep Movie: Farmageddon – StudioCanal e Aardman apresentam em associação com Anton Capital Entertainment uma Aardman produção para Netflix - Dan Scanlon, Jason Headley, Keith Bunin – Onward – Pixar Animation Studios - Audrey Wells – Over the Moon – Netflix apresenta uma produção Netflix / Pearl Studio / uma apresentação Glen Keane Productions (indicação póstuma) - Will Collins – Wolfwalkers – Apple / GKIDS / Cartoon Saloon                                                    |

### Prêmios Individuais Adicionais

#### Prêmio June Foray
Daisuke "Dice" Tsutsumi

#### Special Achievement in Animation
Howard — Don Hahn, diretor

#### Prêmio Ub Iwerks
Epic Games pela Unreal Engine

#### Winsor McCay Lifetime Achievement Awards
- Willie Ito
- Sue Nichols (póstumo)
- Bruce Smith

## Múltiplos prêmios e indicações

### Filmes
| Indicações | Filme                                |
| ---------- | ------------------------------------ |
| 10         | Soul                                 |
| 10         | Wolfwalkers                          |
| 7          | Onward                               |
| 6          | Over the Moon                        |
| 6          | The Croods: A New Age                |
| 6          | The Willoughbys                      |
| 4          | Trolls World Tour                    |
| 3          | A Shaun the Sheep Movie: Farmageddon |
| 3          | Calamity Jane                        |
| 2          | Earwig and the Witch                 |
| 2          | Kimi to, Nami ni Noretara            |

| Vitórias | Filmes      |
| -------- | ----------- |
| 7        | Soul        |
| 5        | Wolfwalkers |

| Nominations | Show                                     |
| ----------- | ---------------------------------------- |
| 3           | Hilda                                    |
| 3           | Shooom's Odyssey                         |
| 3           | Lamp Life                                |
| 2           | The Adventures of Paddington             |
| 2           | Rise of the Teenage Mutant Ninja Turtles |
| 2           | She-Ra and the Princesses of Power       |
| 2           | Star Wars: The Clone Wars                |
| 2           | Genndy Tartakovsky's Primal              |
| 2           | Harley Quinn                             |
| 2           | Baba Yaga                                |
| 2           | Wizards: Tales of Arcadia                |
| 2           | Craig of the Creek                       |
| 2           | Looney Tunes Cartoons                    |
| 2           | To Gerald                                |

| Wins | Show                        |
| ---- | --------------------------- |
| 3    | Hilda                       |
| 2    | Genndy Tartakovsky's Primal |

## Ligações Externas
- Sítio Oficial